# آن بل
آن بل (انگلیسی: Ann Bell؛ زادهٔ ۲۹ آوریل ۱۹۳۸) بازیگر اهل بریتانیا است.
از فیلم‌ها یا برنامه‌های تلویزیونی که وی در آن نقش داشته‌است، می‌توان به پوآرو، آدمکشان میدسامر، تلفات، شهر هالبی، دکتر هو، خانه وحشت دکتر ترور، فارنهایت ۴۵۱، جادوگران، به آقا، با عشق، تندیس، اسپکتر، سرزمین دختران، وقتی شنبه می‌آید، قهرمانان و بالا در ویلا اشاره کرد.